# Ceratina speculifrons
Ceratina speculifrons är en biart som beskrevs av Cockerell 1920. Ceratina speculifrons ingår i släktet märgbin, och familjen långtungebin. Inga underarter finns listade i Catalogue of Life.